# International Federation of Library Associations and Institutions
International Federation of Library Associations and Institutions (IFLA) är en internationell organisation som representerar intressen hos personer som är beroende av bibliotek och informationstjänster. IFLA är en oberoende, icke-vinstdrivande och icke-statlig organisation som 1927 i Skottland. Huvudkontorer är beläget i Koninklijke Bibliotheek, Nederländska Nationalbiblioteket, i Haag. IFLA sponsrar den årliga IFLA World Library and Information Congress, som främjar allmän och rättvis tillgång till information, idéer och skönlitterära verk för social, pedagogisk, kulturell, demokratisk och ekonomisk egenmakt. 
IFLA är nära samarbetspartner till UNESCO. Flera IFLA-manifest har erkänts som UNESCO-manifest. IFLA är en grundare av Blue Shield som arbetar för att skydda världens kulturarv hotat av krig och naturkatastrofer.

## Historia
IFLA grundades 1927 i Edinburgh i Skottland, då bibliotekssammanslutningar från 14 europeiska länder och USA undertecknade en resolution vid firandet av 50-årsdagen av Storbritanniens biblioteksförening. Isak Collijn, chef för Kungliga biblioteket, valdes till den första presidenten. Den första konstitutionen godkändes i Rom 1929 under världskongressen för bibliotekarieskap och bibliografi.
Under 1930-talet gick de första bibliotekssammanslutningarna utanför Europa och USA med i IFLA, dessa kom från Kina, Indien, Japan, Mexiko och Filippinerna. 1958 hade medlemskapet vuxit till 64 föreningar från 42 länder. 1970 fanns 250 medlemmar från 52 länder. Sekretariatet flyttades till Haag 1971. Vid 1974 hade IFLA-medlemskapet blivit praktiskt taget globalt med 600 medlemmar i 100 länder. IFLA har nu över 1400 medlemmar i cirka 140 länder.     

## Uppdrag
IFLA:s mål är: 
- Att representera bibliotekspersonal i frågor av internationellt intresse
- Att främja fortbildning av bibliotekspersonal
- Att utveckla, underhålla och marknadsföra riktlinjer för bibliotekstjänster

### Kärnvärderingar
Målen är utformade av följande kärnvärden: 
- Stöd för principerna om yttrandefrihet som förklaras i Artikel 19 i den allmänna förklaringen om de mänskliga rättigheterna
- Tron på att människor, samhällen och organisationer behöver allmän och rättvis tillgång till information, idéer och tillgång till skönlitterära verk för deras sociala, pedagogiska, kulturella, demokratiska och ekonomiska välbefinnande
- Övertygelsen om att tillgång till bibliotek och informationstjänster av hög kvalitet bidrar till att garantera den tillgången
- Åtagandet att göra det möjligt att engagera sig för samtliga medlemmar i federationen och dra nytta av sina aktiviteter utan diskriminering på grund av medborgarskap, funktionshinder, etniskt ursprung, kön, geografisk plats, språk, politisk filosofi, ras eller religion.